# Dongluo
Dongluo (kinesiska: 东洛, 东洛乡) är en socken i Kina. Den ligger i provinsen Hunan, i den södra delen av landet, omkring 280 kilometer söder om provinshuvudstaden Changsha. Antalet invånare är 6798. Befolkningen består av 3 314 kvinnor och 3 484 män. Barn under 15 år utgör 18,0 %, vuxna 15-64 år 73 %, och äldre över 65 år 8,0 %.
Genomsnittlig årsnederbörd är 1 897 millimeter. Den regnigaste månaden är maj, med i genomsnitt 285 mm nederbörd, och den torraste är oktober, med 25 mm nederbörd.